# 쿠바드 증후군
쿠바드 증후군(Couvade syndrome)은 임신한 아내와 동일한 증상과 행동 중 일부를 경험하는 남편의 증후군이다. 여기에는 입덧, 수면 문제, 호르몬 변화, 체중 증가 등이 포함된다. 수많은 의사들은 이 증후군을 실제 증후군으로 인정하지 않는다.